# ألبرت ليدمان
ألبرت ليدمان (بالألمانية: Albert Leidmann)‏ (23 فبراير 1908 – 1 فبراير 1945) هو ملاكم ألماني راحل، مثّل بلاده في الألعاب الأولمبية الصيفية 1928.

## روابط خارجية
ألبرت ليدمان على موقع أوليمبيديا (الإنجليزية)